# Libro de la infancia y muerte de Jesús

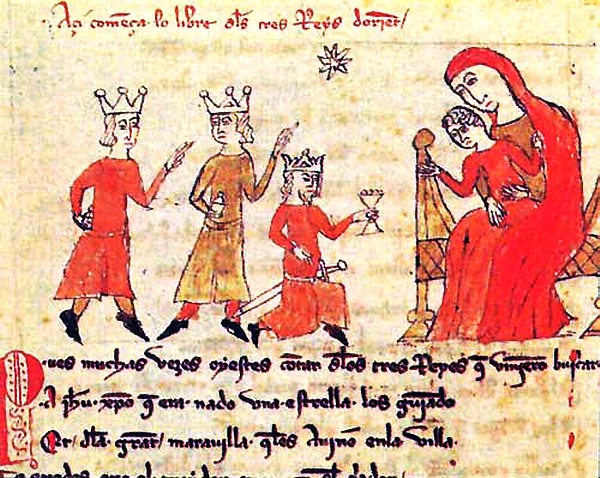
Comienzo del Libro de la infancia y muerte de Jesús.

El Libro de la infancia y muerte de Jesús o Libre dels tres reys d'orient son los nombres con los que se conoce un poema de hacia la primera mitad del siglo XIII, emparentado con el mester de clerecía y escrito en pareados en castellano con rasgos de aragonés. 
El poema cuenta la leyenda de los Reyes Magos, la matanza de los inocentes, la huida a Egipto y el encuentro de la Sagrada Familia con el buen y el mal ladrón (Dimas y Gestas). El hijo de uno de ellos, enfermo de lepra, es sanado tras ser bañado por María en el agua en que había bañado al niño Jesús. El poema conecta este baño con el Bautismo. Inmediatamente después se pasa a narrar el episodio de la Crucifixión, con la conocida salvación del ladrón arrepentido y que accede a la fe, Dimas. Estos materiales, pese a haberse intentado buscar algún precedente directo en la literatura provenzal, proceden directamente del Evangelio, tanto canónico como apócrifo.
Aunque, a partir del título que figura en el manuscrito («Ací comença lo libre dels tres reýs dorient», añadido posteriormente por otra mano, con toda probabilidad) se ha propuesto para este poema de 242 versos pareados (que se nos ha transmitido en el mismo manuscrito que el Libro de Apolonio y la Vida de Santa María Egipcíaca) su origen provenzal o catalán, el Libre dels tres reys d'Orient está escrito en una lengua híbrida que combina el castellano con rasgos de aragonés. Ahora bien, el nombrar a los magos con sus nombres propios podría relacionarlo con un origen del este peninsular, probablemente aragonés.
El poema combina rasgos juglarescos que pretenden acercarlo a la religiosidad popular, con fuentes bíblicas. Al lado de apelaciones a un auditorio popular, encontramos cultismos y referencias a las fuentes escritas con que el autor autoriza el relato.
En cuanto a la estructura, el Libro de la infancia y muerte de Jesús resalta el tema del contraste entre el bien y el mal, representado por los dos ladrones, que se hace presente también en paralelismos y oposiciones léxicas, e incluso se pondera en los versos finales: 

Dimas fue salvo
e Gestas fue condapnado.
Dimas e Gestas
medio divina potestas